# 基德里切沃
基德里切沃（斯洛維尼亞語： 發音：[ˈkiːdɾitʃɛʋɔ]），是斯洛維尼亞東北部基德里切沃市鎮的城镇及行政中心，位于普圖伊附近。當地是下施蒂里亞傳統地區的一部分，現在包括在波德拉夫統計區。該鎮工業化，以 Talum 鋁冶煉廠而聞名。該鎮因該地區的工業而發展，是1940年代後期、1950年代和1960年代城市規劃的一個例子。

## 斯特恩塔爾集中營
斯特恩塔爾集中營位於基德里切沃。它是第二次世界大戰後斯洛維尼亞驅逐德裔移民的營地。該營地的根源可以追溯到第一次世界大戰的戰俘營，後來被用作收容因伊松佐河戰役而流離失所者的難民營。1941年，德國占領當局在該地建立一個戰俘營，提供勞動力建造鋁冶煉廠（該廠直到1947-1954年才建成，使用強迫勞動戰後集中營的政治犯）。1942年初，該集中營有1,076名工人、185名刑事拘留犯和89名戰俘。1944年，逃兵的家人也被迫在營地工作。1945年5月，在亞歷山大·蘭科維奇的指導下，南斯拉夫秘密警察（OZNA）在該地點建立一個集中營，以收集來自斯洛維尼亞各地，尤其是下施蒂利亞和戈特舍的德裔人。來自普雷克穆列的匈牙利族人也被送往營地。營地過度擁擠和衛生條件差導致許多囚犯死於阿米巴痢疾和傷寒。囚犯也受到身心折磨，許多人被槍殺。酷刑包括強迫囚犯躺在地上，而營卒則騎著摩托車從他們身上經過。死亡人數包括大量老人和幼兒；一些說法指出，沒有兩歲以下的兒童倖存下來。該營地旨在容納2,000人，卻集中了8,000至12,000名囚犯。多達5,000人在營地中喪生。在紅十字會的努力下，斯特恩塔爾集中營於1945年10月關閉，大部分倖存者被送往奧地利。

## 外部連結
- Kidričevo at Geopedia （页面存档备份，存于）
- Kidričevo municipal site （页面存档备份，存于） （斯洛維尼亞語）
- Talum Company （页面存档备份，存于） （斯洛維尼亞語）